# Jonathan Fagerlund
Jonathan Pierre Gustaf Fagerlund, född 8 januari 1991 i Jönköping, är en svensk artist. Han deltog i första deltävlingen i Melodifestivalen 2009 i Göteborg med bidraget Welcome To My Life, men gick inte vidare.
Fagerlund har tidigare deltagit i flera talangjakter, såsom Super Troupers i TV4 2004. 2005 valdes han efter audition som en av medlemmarna i det internationella pojkbandet StreetWize. Han lämnade gruppen efter ett år för att satsa på en solokarriär i Sverige. 2008 släpptes Fagerlunds första svenska album Flying. Singeln Playing Me nådde första placering på Itunes topplista.

## Diskografi

### Album
| 2008 | Flying              | -  |
| 2009 | Welcome to My World | 53 |

### Singlar
| År   | Titel                | Listposition | Album              |
| År   | Titel                | Sverige      | Album              |
| ---- | -------------------- | ------------ | ------------------ |
| 2007 | Angeline             | -            | Flying             |
| 2008 | Playing Me           | 4            | Flying             |
| 2008 | Dance In The Shadows | -            | Flying             |
| 2009 | Welcome to My Life   | 23           | Welcome To My Life |